# My Love Is for Real
My Love Is for Real – piosenka i pierwszy singel z trzeciego albumu amerykańskiej piosenkarki Pauli Abdul, zatytułowanego Head over Heels. Została napisana przez Abdul i Rhetta Lawrence’a, który był też odpowiedzialny za produkcję.

## Informacje o piosence
Piosenka brzmieniowo nawiązuje do muzyki Bliskiego Wschodu. Chórki wykonała popularna izraelska piosenkarka, Ofra Haza. Był to pierwszy singel wydany przez Abdul od trzech lat. Piosenka nie spełniła oczekiwań dotyczących popularności, zajęła 28 miejsce na liście Billboard Hot 100 oraz UK Singles Chart. Za to osiągnęła sukces w klubach, co przełożyło się na 1 miejsce w zestawieniu Hot Dance Club Songs. Utwór dotarł do pierwszej dziesiątki kanadyjskiej i australijskiej listy przebojów, zaś w Europie zajmował miejsca pod koniec pierwszej pięćdziesiątki.
Teledysk został wyreżyserowany przez Michaela Hausmanna. Pojawiają się w nim motywy Bliskiego Wschodu, zaś Abdul gra w nim rolę kochanki w haremie. Klip został nominowany do nagród MTV Video Music Awards i był często emitowany w tej stacji, podobnie jak poprzednie teledyski piosenkarki.

## Lista piosenek
Stany Zjednoczone – 12"
1. „My Love Is for Real” (E-Smoove’s Fever Mix)
2. „My Love Is for Real” (Strike’s Pink Wig Dub)
3. „My Love Is for Real” (Downtempo Club Dub)
4. „My Love Is for Real” (strike straight up there mix)
5. „My Love Is for Real” (e-smoove’s fever 7" edit)
6. „Didn’t I Say I Love You”

Stany Zjednoczone – 5" CD
1. „My Love Is for Real” (Radio edit)
2. „Didn’t I Say I Love You”
3. „My Love Is for Real” (LP version)
4. „My Love Is for Real” (R&B Remix))

### Remiksy
- Radio Edit
- R&B Remix
- E-Smoove Fever Edit
- E-Smoove Fever Mix
- Full Version (By Strike)
- Junior Vasquez Club
- Junior Vasquez Club Extended Mix
- Strike’s Pink Wig Dub
- Strike’s Straight Up There Mix
- Strike’s Straight Up There Edit
- Downtempo Club Dub
- Uptempo Club Vocal
- Lawrence/Mokran Edit
- Short Intro. Edit
- The Sensuous Mix
- The Soft Single Mix

## Pozycje na listach przebojów
| Lista (1995)                           | Najwyższa pozycja |
| -------------------------------------- | ----------------- |
| Australian Singles Chart               | 7                 |
| Canadian Singles Chart                 | 3                 |
| LP3                                    | 21                |
| New Zealand Singles Chart              | 20                |
| UK Singles Chart                       | 28                |
| U.S. Billboard Hot 100                 | 28                |
| U.S. Billboard Hot Dance Singles Sales | 13                |
| U.S. Billboard Hot Dance Club Play     | 1                 |
| U.S. Billboard Top 40 Rhythmic Singles | 30                |
| U.S. Billboard Top 40 Mainstream       | 16                |
| U.S. Billboard Hot R&B/Hip-Hop Singles | 96                |